# Verdes Equo
Verdes Equo (VQ) — appelé Equo jusqu'en mars 2021 — est un parti politique espagnol créé en 2011. Il adhère depuis mai 2013 au Parti vert européen, qui l'avait soutenu dès ses débuts. Au niveau international, Equo a le statut d'observateur au sein de Verts mondiaux.

## Histoire
Parmi les personnes qui ont impulsé le projet, on trouve des figures historiques de l'écologie espagnole telles Juan López de Uralde (directeur de Greenpeace Espagne entre 2001 et 2010) ou Alejandro Sánchez Pérez, directeur exécutif de la Société espagnole d'ornithologie pendant presque 20 ans, ainsi que des dirigeants issus d'autres partis politiques comme Inés Sabanés o Reyes Montiel, anciennes militantes de Izquierda Unida. Equo a également pu compter sur le soutien d'une vingtaine de partis écologistes espagnols qui ont signé son manifeste fondamental. Ses principaux responsables politiques sont ses porte-paroles, Juan López de Uralde et Reyes Montiel.
Le projet a été présenté à Madrid le 24 septembre 2010 par Juan López de Uralde. Il avait comme objectif de promouvoir la convergence d'une mouvement écologiste espagnol en un parti politique (à l'image des autres partis européens), qui se présenterait aux élections générales de novembre de l'année suivante.
À l'occasion des élections générales du 20 décembre 2015, Equo s'allie au niveau national à Podemos. Cette alliance permet au parti de faire élire trois de ses membres au Congrès des députés. Ces députés sont réélus au sein de la coalition Unidos Podemos lors des élections générales de juin 2016.

## Résultats électoraux

### Élections générales espagnoles
| Année   | Voix                     | %                        | Rang                     | Mandats |
| ------- | ------------------------ | ------------------------ | ------------------------ | ------- |
| 2011    | 216 748                  | 0,89                     | 9e                       | 0 / 350 |
| 2015    | Avec Podemos             | Avec Podemos             | Avec Podemos             | 3 / 350 |
| 2016    | Au sein d'Unidos Podemos | Au sein d'Unidos Podemos | Au sein d'Unidos Podemos | 3 / 350 |
| 04/2019 | Au sein d'Unidas Podemos | Au sein d'Unidas Podemos | Au sein d'Unidas Podemos | 1 / 350 |
| 11/2019 | Avec Más País            | Avec Más País            | Avec Más País            | 1 / 350 |
| 2023    | Au sein de Sumar         | Au sein de Sumar         | Au sein de Sumar         | 0 / 350 |

### Élections européennes
| Année | Voix                     | %                        | Rang                     | Mandats |
| ----- | ------------------------ | ------------------------ | ------------------------ | ------- |
| 2014  | Au sein du PE            | Au sein du PE            | Au sein du PE            | 0 / 54  |
| 2019  | Au sein d'Unidos Podemos | Au sein d'Unidos Podemos | Au sein d'Unidos Podemos | 0 / 54  |